# Eduardo Bustos Villar
Eduardo Mario Bustos Villar (Santa Rosa, 7 de mayo de 1942) es un médico sanitarista continuador de la tradición de Ramón Carrillo y precursor de un enfoque integral en la medicina preventiva, basado en el humanismo y en la multicausalidad de factores como origen de las patologías sanitarias.   
Desde esta cosmovisión, el abordaje de la salud pública debe tomar en cuenta todas las condiciones que hacen a la vida de los sujetos sociales, y por esa razón es que debe incluir necesariamente el desarrollo de políticas que tiendan al mejoramiento del medio ambiente, de las condiciones de vivienda, de la calidad educativa y del trabajo digno. En consecuencia, el abordaje de las políticas sanitarias no debe ser patrimonio exclusivo de las carteras de salud, sino que debe integrar a todos los organismos del estado y de la sociedad civil.                         Esta innovadora perspectiva lo llevó a ser convocado por el entonces Gobernador de la Provincia de Santa Cruz Néstor Kirchner para integrar su equipo de trabajo asignándole el cargo de Director Provincial de Salud de la Provincia desde el año 1993. Posteriormente, ya en el Gobierno Nacional en 2003, fue Gerente de Control de la Administración de la Seguridad Social (ANSES). Actualmente se halla jubilado y alejado de toda función pública, dedicando su tiempo a proyectos personales y a la difusión de los principios de la medicina social que guiaron su carrera.